# メッセンジャーバッグ

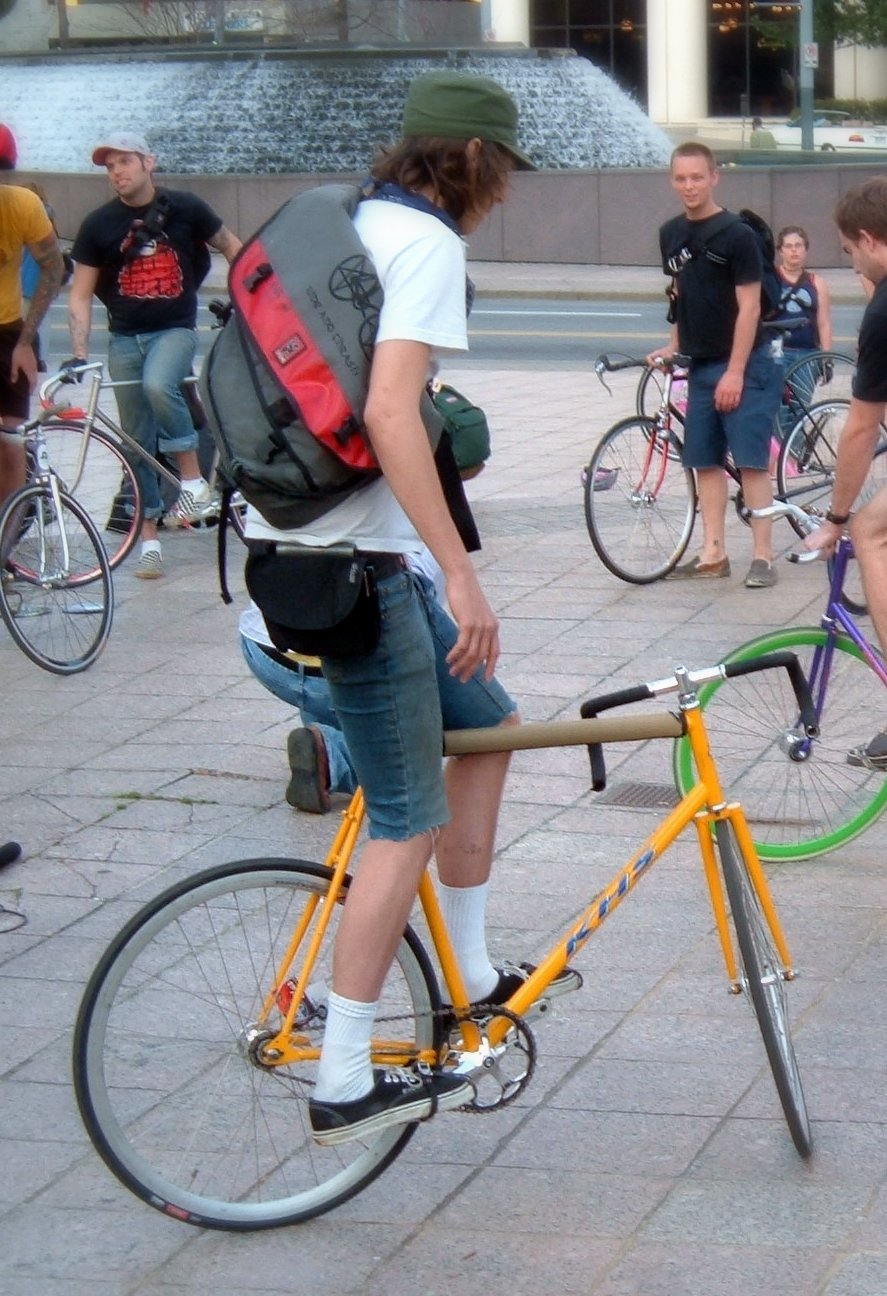
メッセンジャーバッグの使用例

メッセンジャーバッグ（英: Messenger bag）は、鞄の一種で主に自転車便従事者向けに作られた鞄である。クーリエバッグ（英: Courier bag）とも呼ばれる。　

## 概要
片方の肩からストラップ（ベルト）を斜め掛けにして背負うショルダーバッグの一種。自転車便従事者（メッセンジャー）向けに作成されたことに因んでこの名がついている。
物の出し入れがしやすいように留め具やファスナーなどを廃した開口部が一般的であり、それを覆う大きなフラップが機能性・デザインの両面から大きな特徴となっている。自転車での走行中にバッグ本体が移動するなどして走行に支障をきたさないように、背負った上でストラップを引き締めバッグを体に密着させる「クイックリリース」や、背後から回し込み体の正面部分のストラップに繋げてバッグを固定する「クロス・ストラップ」（あるいは「スタビライジング・ストラップ」）など様々な機能を持つ。また、本体が耐久性に優れたコーデュラナイロンで作られていたり、内部が耐水加工されているものが多い。
その実用性から自転車便従事者以外にも広く普及しており、一般向けに上記のような固定機能や耐水性などを簡略化してファッション性やフォーマル性を高めた商品も数多く販売されている。
専門ブランドのほか、ザ・ノース・フェイスなどのアウトドアブランド、ビアンキなどの一部のスポーツ自転車メーカーが自社製品を製作・販売している場合もある。

## 主なブランド・メーカー
※ABC順
- Bagaboo / バガブー
- BAILEY WORKS / ベイリーワークス
- beruf / ベルーフ
- Chrome Industries / クローム・インダストリーズ
- Crumpler / クランプラー
- De Martini / デ・マルティーニ
- FREDRIK PACKERS / フレドリックパッカーズ
- FREITAG / フライターグ
- Manhattan Portage / マンハッタンポーテージ
- Mission Workshop / ミッションワークショップ
- ORTLIEB / オルトリーブ
- PAC Designs / パックデザイン
- R.E.LOAD / リロード
- RESISTANT / レジスタント
- Under The Weather / アンダー・ザ・ウェザー
- THE NORTH FACE / ザ・ノース・フェイス
- Timbuk2 / ティンバック・ツー
- Uni&co / ユニアンドコー
- ZoBags / ゾーバッグ